# Мангусти кузиманзе
Мангустите кузиманзе (Crossarchus) са род мангусти, наричани също мангусти джуджета. Те са дребни, силно социални мангусти.
Членовете на този род се срещат в блатистите местности и горите на централна и западна Африка, в държавите Гана, Кот д'Ивоар, Либерия и Сиера Леоне.

## Видове
| Изображение | Име                    | Разпространение                                 |
| ----------- | ---------------------- | ----------------------------------------------- |
|             | Александрова кузуманзе | Демократична република Конго и Уганда           |
|             | Анзоргова кузиманзе    | Демократична република Конго, Ангола            |
|             | Дългоноса кузиманзе    | Гана, Кот д'Ивоар, Бенин, Либерия и Сиера Леоне |
|             | Плоскоглава кузиманзе  | Бенин, Камерун и Нигерия                        |

## Диета
Мангустите кузиманзе се хранят с насекоми, ларви, малки влечуги, раци и горски плодове. Използват ноктите и муцуните си, за да ровят в листни отпадъци, под изгнили дървета и камъни за насекоми и ларви. Газят в плитки потоци в търсене на сладководни раци .
В повечето райони, където живеят представители на рода, те са числено доминиращи членове на общността на горските хищници.

## Възпроизвеждане
Женските са полиеструсови и ако не са чифтосани, се разгонват девет пъти в годината. Котилата варират от 2 до 3 годишно. Малките могат да отворят очите си след около дванадесет дни, да ядат твърда храна след три седмици и да имат козина като възрастните индивиди след пет седмици.

## Поведение
Мангустите кузиманзе живеят в групи от 10 до 24. Едно до три семейства живеят в група. Семействата са съставени от брачната двойка и малките. Те са дневни животни и постоянно се скитат из териториите си, като никога не остават на едно място твърде дълго. В своите скитания те си създадат временни убежища. Тъй като нямат постоянни леговища, малките не са в състояние да се придържат към групата в продължение на няколко седмици и трябва да бъдат пренасяни до различни места за хранене. Индивидите в групата се редуват да пренасят малките от място на място и също така помагат при изхранването им.
Тъй като общителните кузиманзе не живеят в открити местообитания, те поддържат контакт в гъстата гора, като издават постоянни подсвирквания, докато се придвижват.